# Mundstuhl
 (mars 2021).

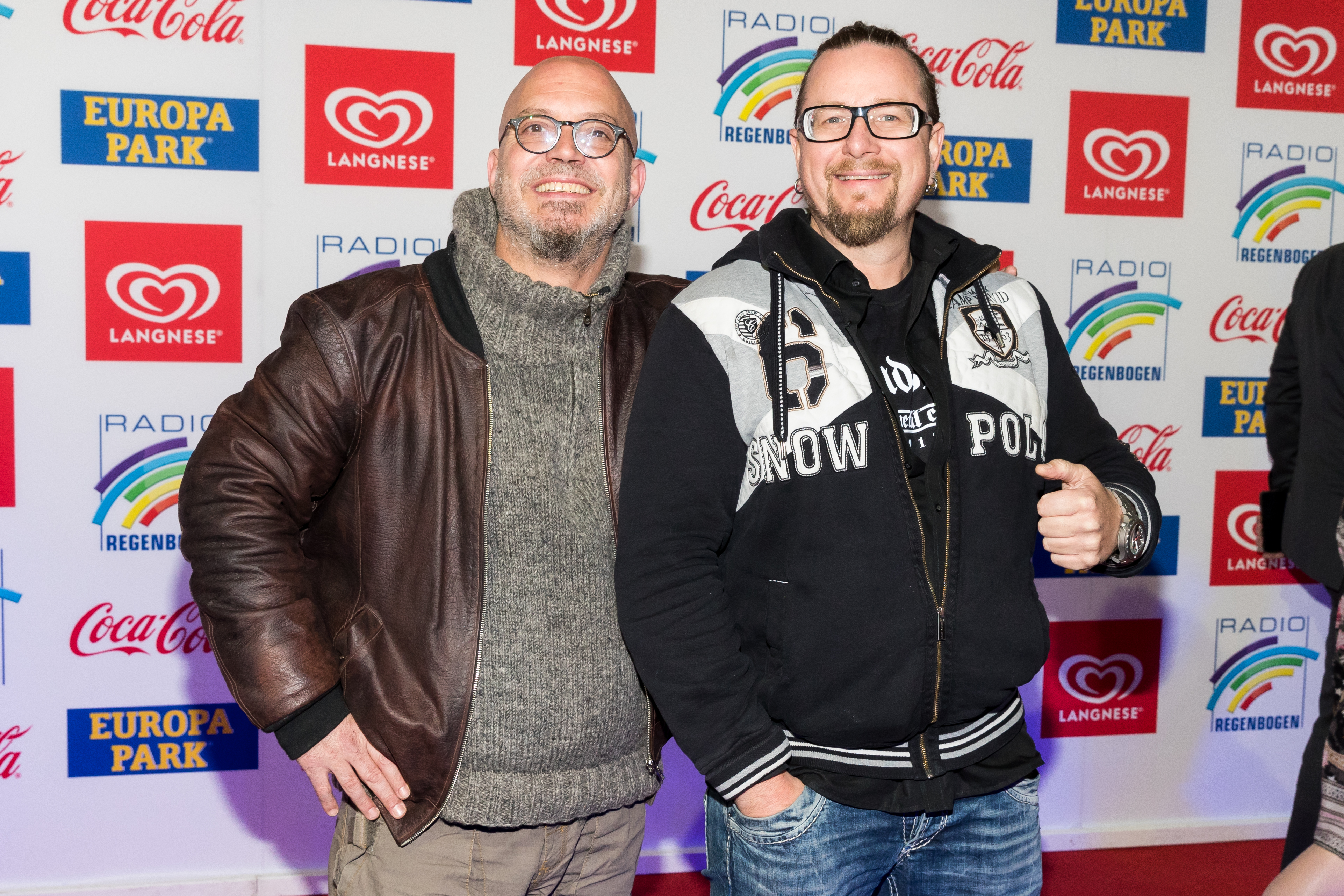
Mundstuhl aux Radio Regenbogen Awards 2018

Mundstuhl (en français vomissement fécaloïde) est un duo allemand d'humoristes, Lars Niedereichholz (né en 1968) et Ande Werner (né en 1969). Ils sont mieux connus grâce aux personnages de langue Kanak Sprak Dragan et Alder

## Histoire
Le nom du duo est venu après une soirée de beuverie au sujet de la mauvaise haleine.
De septembre 1997 à juin 1998, le duo présente un programme hebdomadaire l'après-midi sur la station de radio Radio X à Francfort-sur-le-Main.
En 2002, le duo se présente à la sélection de l'Allemagne au Concours Eurovision de la chanson 2002 avec la chanson Fleisch. Il finit 11e sur quinze participants.
Mundstuhl apparaît souvent dans les talk-shows et fait aussi des apparitions dans Bernd das Brot. De plus, tous deux ont souvent participé aux productions de Stefan Raab comme les événements sportifs de TV Total et à son jeu télévisé Schlag den Star. Le duo est présent dans l'émission d'improvisation Gott sei dank, dass Sie da sind!. Dans l'émission de ProSieben Stars auf Eis, Ande Werner forme un couple avec la championne allemande de patinage artistique Annette Dytrt jusqu'à son départ le 15 novembre 2006.
Pour la Coupe du monde de football 2006, Mundstuhl sort le single Germans, une reprise en denglisch de Jammin’ de Bob Marley.
En 2007, Mundstuhl a une émission hebdomadaire de 30 minutes du même nom que le duo sur Comedy Central Germany.

## Discographie
Albums
- 1998 : Nur vom Allerfeinsten
- 2000 : Deluxe
- 2001 : Heul doch!
- 2003 : Könige der Nacht
- 2004 : Alles inklusive
- 2007 : Höchststrafe! 10 Jahre Mundstuhl
- 2009 : Höchststrafe! Live 2009
- 2010 : Sonderschüler
- 2015 : Ausnahmezustand! Live!

Singles
- 1998 : Alte Geigen spielen am besten
- 1999 : Dragan & Alder Weihnachtsmedley
- 2000 : Wurstwasser
- 2002 : Fleisch
- 2003 : Adler Auf Der Brust
- 2004 : Dragan & Alder Kinderliedermedley
- 2004 : Wenn’s Arscherl brummt
- 2006 : Germans
- 2009 : Ey Alder

## Filmographie
- 2003 : Crazy Race
- 2004 : Crazy Race 2 – Warum die Mauer wirklich fiel
- 2006 : Die Märchenstunde: Zwerg Nase – 4 Fäuste für ein Zauberkraut (TV)
- 2006 : Crazy Race 3 – Sie knacken jedes Schloss
- 2008 : African Race – Die verrückte Jagd nach dem Marakunda (TV)

## Source de la traduction
- (de) Cet article est partiellement ou en totalité issu de l’article de Wikipédia en allemand intitulé « Mundstuhl » (voir la liste des auteurs).